# Парижский инструментальный квинтет
Парижский инструментальный квинтет (фр. Quintette Instrumental de Paris), с 1945 года Инструментальный квинтет Пьера Жаме фр. Quintette Instrumental Pierre Jamet) — французский камерный ансамбль, действовавший в 1922—1958 годах.
Появление ансамбля было связано с желанием музыкантов исполнять Сонату для флейты, альта и арфы Клода Дебюсси; затем три собравшихся исполнителя решили добавить в ансамбль скрипку и виолончель. Таким образом, ансамбль получил возможность исполнять как струнные трио, так и сочинения для более необычных составов — и, прежде всего, произведения, написанные специально для ансамбля. Первым таким произведением стал Концерт для пяти Жозефа Йонгена, премьера которого состоялась 3 декабря 1923 года. В дальнейшем для ансамбля писали, в частности, Артюр Онеггер, Жак Ибер, Венсан д’Энди, Альбер Руссель, Габриэль Пьерне, Шарль Кеклен, Ги Ропарц, Жан Крас, Робер Казадезюс, Анри Томази, Марсель Турнье, Андре Жоливе, Франческо Малипьеро, Флоран Шмитт, Сирил Скотт и другие. Помимо концертов во Франции квинтет гастролировал в Бельгии, Нидерландах, Швейцарии, Австрии, Германии, Италии, Испании, Португалии, Великобритании, Швеции, Польше, Югославии, Египте, Алжире, Марокко, США и Канаде. В общей сложности, по подсчётам руководителя коллектива Пьера Жаме, было дано около 1800 концертов.

## Состав
Флейта
- Рене Леруа (1922—1940)
- Гастон Крюнель (1940—1958)

Арфа
- Марсель Гранжани (1922—1924)
- Пьер Жаме (1924—1958)

Скрипка
- Рене Ба (1922—1958)

Альт
- Пьер Гру (1922—1940)
- Этьен Жино (1940—1945)
- Жорж Бланпен (1945—1958)

Виолончель
- Роже Буме (1922—1940)
- Марсель Фрешвиль (1940—1945)
- Робер Крабански (1945—1958)